# Minibar

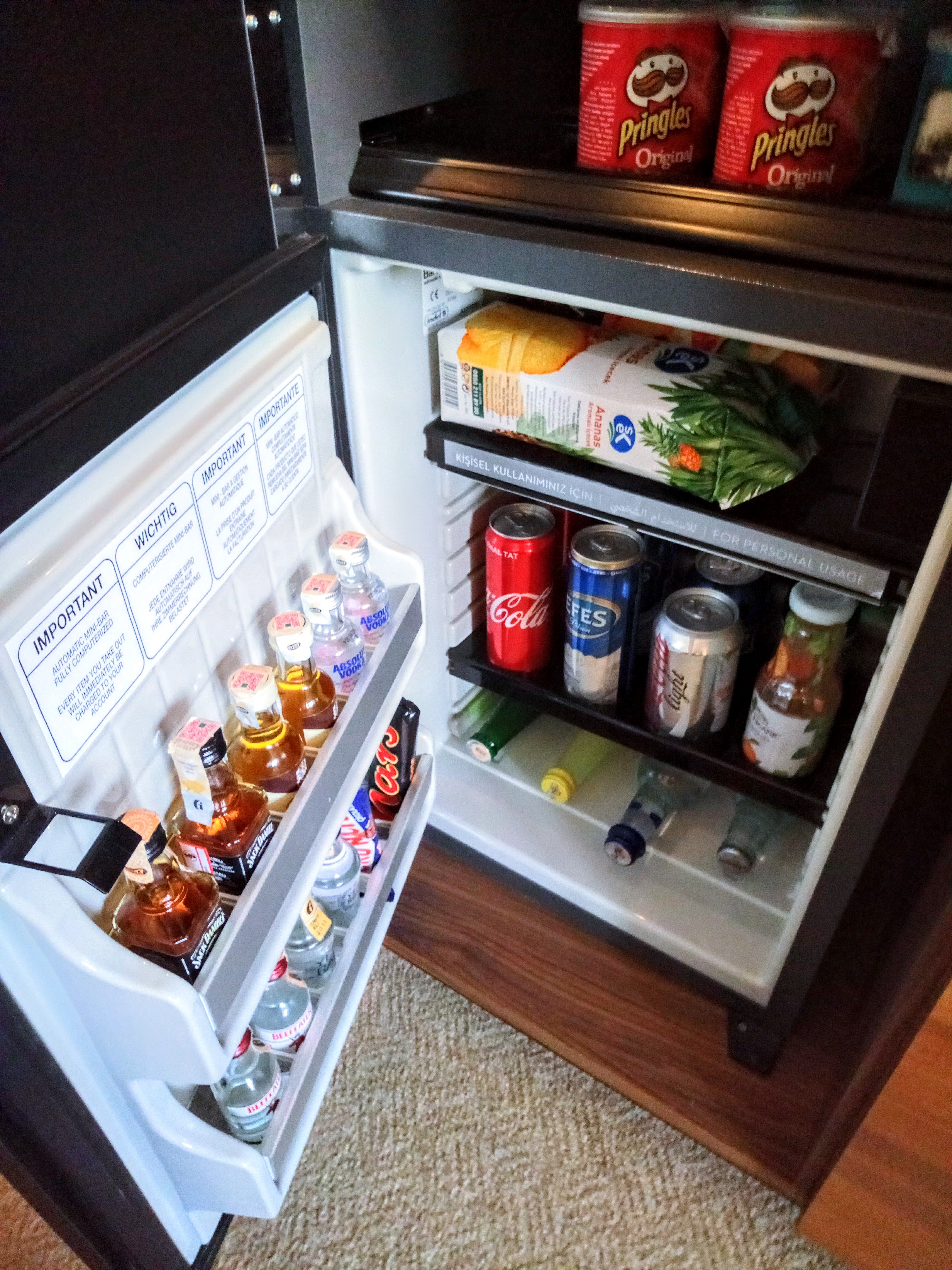
Minibar ple de begudes. Aquest minibar detecta l'extracció de qualsevol producte i el cobra a l'hoste instantàniament, fins i tot si el producte no és consumit.

Un minibar és un refrigerador petit que pot trobar-se en cambres d'hotel, albergs transitoris o creuers. Normalment es tracta d'un refrigerador d'absorció. El personal de l'establiment l'omple amb begudes i aliments perquè l'hoste pugui adquirir aquests productes durant el seu sojorn sense moure's de la cambra. Sol tenir un inventari precís dels productes a disposició i una llista de preus, encara que també és possible que cada producte ja sigui marcat individualment amb el seu preu. Al moment de retirar-se, es demana a l'hoste quins productes ha consumit i li cobren abans que abandoni l'establiment. Els minibars més nous usen tecnologia d'infraroig o algun altre mètode automatitzat per a registrar el consum de productes. Aquests detecten l'extracció d'un producte i el carreguen a la carta de crèdit de l'hoste de seguida, fins i tot si el producte no és consumit. L'objectiu és de prevenir la pèrdua de productes i els robatoris.
El minibar és omplit generalment amb begudes alcohòliques, sucs, aigua mineral i gasoses. També pot haver-hi llaminadures, xocolates, bescuits, mossets, bescuits d'aigua, i altres aperitius petits. Els preus dels productes són generalment molt més elevats que en una botiga.
El primer minibar del món va ser instal·lat a l'Hong Kong Hilton Hotel per Robert Arnold en 1974. En els mesos que van seguir la instal·lació del minibar les vendes de begudes a la cambra van augmentar de 500% i el guany general anual de l'Hong Kong Hilton de 5%. L'any següent el Grup Hilton va expandir el concepte del minibar a tots els seus hotels.